# Matematiche complementari
Le matematiche complementari in Italia sono un settore scientifico-disciplinare che raggruppa ambiti di ricerca relativi a didattica, storia e fondamenti della matematica. I corsi di matematiche complementari, organizzati da molte università italiane, sono indirizzati soprattutto agli studenti che intendono intraprendere una carriera di insegnamento della matematica.
In base al D.M. del 4 ottobre 2000, emesso dal Ministero dell'istruzione, dell'università e della ricerca, che determina i settore scientifico-disciplinare, le ,atematiche complementari fanno parte dell'area "scienze matematiche e informatiche", con il codice MAT/04.